# Óxido de azufre(II)

Estructura de Lewis del monóxido de azufre.

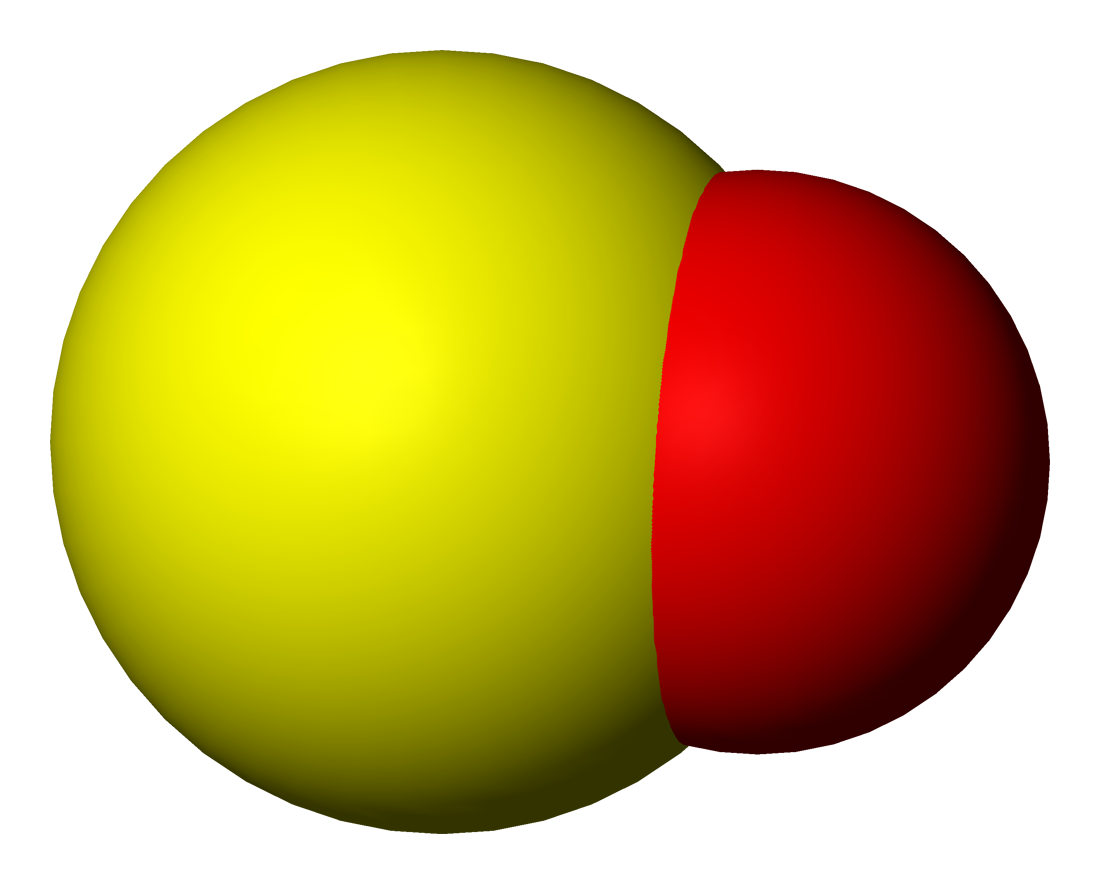

El óxido de azufre(II) o monóxido de azufre es un compuesto químico de fórmula SO perteneciente a los óxidos de azufre y su número CAS es [13827-32-2]. Es una especie inestable que se forma cuando el oxígeno monoatómico reacciona con el azufre:
2S + O2 → 2SO
Se produce en experimentos de sonoluminiscencia si se usa ácido sulfúrico en vez de agua.
La molécula de SO posee un estado fundamental triplete, en el que cada átomo tiene un electrón desapareado, similar a la molécula diatómica O2.
Muy rara vez se ha encontrado en la Tierra, pero sí en Ío (satélite de Júpiter), Venus y en el espacio interestelar.
Al añadir agua al óxido de azufre(II) se produce ácido hiposulfuroso:
SO + H2O → H2SO2
- Datos: Q3245422
- Multimedia: Sulfur monoxide / Q3245422